# KEMET Corporation
Firma KEMET byla založena v roce 1919 a nyní sídlí v Simpsonville, Jižní Karolína. Firma vyrábí mnoho druhů kondenzátorů, jako např. tantalové, hliníkové, vícevrstvé keramické, filmové, papírové, polymerové elektrolytické, a superkondenzátory. Kondenzátory jsou elektronické součástky, které ukládají, filtrují a regulují elektrickou energii. Kondenzátor je základní pasivní elektrická součástka a tak jej najdeme např. v osobních počítačích, mobilních telefonech, v automobilové elektronice, v leteckých systémech, spotřební elektronice, napájecích zdrojích a mnoha jiných elektronických zařízeních a systémech. Firma KEMET vyrábí také síťové filtry střídavého napětí, EMI filtry, relátka, cívky, feritové výrobky a transformátory. Výrobní portfólio zahrnuje téměř 5 milionů různých součástek. Ty se liší v mnoha parametrech jako je dielektrický materiál, pouzdro, kapacita, napětí, balení atd.